# 本栄寺
本栄寺（ほんえいじ）は、東京都品川区南品川にある日蓮宗の寺院。山号は宝光山。旧本山は品川本光寺、什師・宏師寮法縁。

## 歴史
宝徳2年（1450年）草創の小堂が起源。天正2年（1574年）日栄を開山に建立。慶長8年（1603年）徳川家康が寺領を寄進し伽藍が建立された。雲光院日怡（寛文2年（1662年）没）が中興した。

## 伽藍
- 本堂
- 山門

## 交通アクセス
- 新馬場駅より徒歩5分（経路案内）。

## 参考資料
- 日蓮宗寺院大鑑編集委員会『宗祖第七百遠忌記念出版 日蓮宗寺院大鑑』大本山池上本門寺 (1981年)
- 「品川宿 南品川宿上 本榮寺」『新編武蔵風土記稿』 巻ノ53荏原郡ノ15、内務省地理局、1884年6月。NDLJP:763982/85。

## 関連資料
- 品川区教育委員会編『品川区史料4 墓碑に刻まれた歌と句』品川区教育委員会